# Antonio Rivero
Pour les articles homonymes, voir Rivero.
Antonio Rivero (Concepción del Uruguay, le 27 novembre 1808) fut un gaucho argentin considéré dans son pays comme le chef d'une rébellion (le 26 août 1833, soit 6 mois après la conquête des îles) contre ce qui était encore la récente occupation britannique des îles Malouines, où il demeurait ; pour les kelpers (les habitants de souche britannique pour qui les Malouines sont les îles Falklands) il est un hors-la-loi responsable de la mort de 5 colons innocents.
Rivero était né sur le continent sud américain et avait immigré dans les Malouines en 1827 (dirigées alors par le gouverneur franco-argentin Luis Vernet).
Six mois après l'expulsion britannique de la garnison argentine des Malouines, Rivero se mit à la tête d'une rébellion à laquelle participèrent deux criollos (Argentins non indiens) et 5 Indiens charruas qui se nommaient Juan Brassido, José María Luna, Manuel González, Luciano Flores, Felipe Zalazar, Marcos Latorre et Manuel Godoy. Leur action entraina la mort de cinq colons; Ventura Pasos (Argentin), Matthew Brisbane (Écossais), Antonio Vehingar (Argentin), Jean Simon (Français), et William Dickson (Irlandais). Tous les victimes étaient employés de Luis Vernet, ancien gouverneur Argentin, et seul propriétaire des îles. L'Angleterre envoya alors une mission de pacification, détint et déporta Rivero et ses hommes vers le territoire britannique afin de les juger. Ils furent néanmoins libérés sans charge car les Malouines n'étaient pas considérées alors par la justice anglaise comme relevant de sa juridiction. Rivero put donc retourner en Argentine.
Les circonstances de sa mort ne sont pas avérées, mais une légende historique prétend qu'elle eut lieu lors de la bataille de la Vuelta de Obligado qui opposa la France et l'Argentine au sujet de la libre navigation du Rio de la Plata.
En continuité avec ce mythe et dans un contexte de tension diplomatique entre l'Argentine et l'Angleterre, la présidente argentine Cristina Fernández de Kirchner ainsi que l'AFA (Association de Football Argentine) ont décidé en 2010 de baptiser la compétition du championnat national de première division (le Torneo Clausura) Copa Gaucho Rivero.